# Христос из бездны

«Христос из бездны», съёмка от пьедестала статуи. Бухта Сан-Фруттуозо, 2006 год

«Христос из бездны» (итал. Il Cristo degli Abissi) — устоявшееся название статуи Иисуса Христа, находящейся на дне моря, в бухте Сан-Фруттуозо (итал. San Fruttuoso, неподалёку от Генуи, историческая область Лигурия), в водах Итальянской Ривьеры. Статуя высотой около 2,5 метра установлена 22 августа 1954 года на 17-метровой глубине. Кроме того, в разных частях света находится несколько аналогичных статуй (как копий первоначальной, так и вариаций на её тему), также носящих имя «Христос из бездны».

## Оригинальная скульптура
Идея создания подводной скульптуры Спасителя впервые пришла в голову итальянскому дайверу Дуилио Марканте (итал. Duilio Marcante) во время подводной медитации. Помимо чисто религиозных аспектов, Мерканте также хотел таким образом увековечить память другого дайвера, Дарио Гонзатти (итал. Dario Gonzatti), первого итальянца-аквалангиста, погибшего на этом месте в 1947 году.
Бронзовая статуя Христа была выполнена скульптором Гвидо Галлетти (итал. Guido Galletti). Её высота составляет около 2,5 метра. Лицо Спасителя обращено вверх, к поверхности моря и к небу над ним; к поверхности устремлены и воздетые руки.
Статуя является весьма популярным объектом среди ныряльщиков. Этому способствует также исключительная прозрачность воды в бухте Сан-Фруттуозо. В 2003 году статуя, за 50 лет пребывания под водой основательно заросшая водорослями и лишившаяся части руки из-за неудачно брошенного якоря, была извлечена из пучины, очищена и отреставрирована, а на дне был сооружён новый постамент. 17 июля 2004 года монумент установили на прежнее место.

## Копии и вариации

Копия «Христа из бездны», Ки-Ларго, Флорида, США

Существует две копии оригинальной скульптуры «Христос из бездны», отлитые в той же форме. Первая находится на побережье города Сент-Джорджес, столицы Гренады, островного государства на юго-востоке Карибского моря. Статуя была преподнесена городу в дар генуэзской мореходной компанией Costa Line — в благодарность за помощь, оказанную жителями Гренады в деле спасения пассажиров и экипажа итальянского судна «Бьянка C», сгоревшего в порту Сент-Джорджес 24 октября 1961 года. Первоначально скульптуру поместили под воду, однако впоследствии извлекли на поверхность и установили на городской набережной.
Вторую копию «Христа из бездны» итальянские дайверы в 1962 году преподнесли в дар Американскому подводному обществу. 25 августа 1965 года скульптура была установлена на глубине около 8 метров в водах местности Ки-Ларго, штат Флорида, в районе подводного кораллового рифа Dry Rocks.
В 1993 году в литейном цехе, где некогда изготовлялись статуи, была обнаружена исходная глиняная статуя, правда, без рук. Ныне эта статуя, с отреставрированными руками, экспонируется в Национальном музее подводного плавания в Равенне, Италия.
Схожая по общей идее и внешнему виду подводная 13-тонная бетонная скульптура Христа (мальт. Kristu L-Bahhar) находится на дне моря неподалёку от островов Святого Павла (Сент-Полс) Мальтийского архипелага. Статуя была установлена в 1990 году в честь посещения островов Папой римским Иоанном Павлом II. Изначально статуя находилась на глубине около 38 метров, но в 2000 году была перемещена на новое, значительно более мелкое — около 10 метров — место. Это было связано с ухудшением качества воды, из-за чего освещённость на 38-метровой глубине стала слишком низкой.

### Видео
- ABYSS Diving Service, Rappalo. Видеосъёмка погружения к статуе «Христа из Бездны» (англ.). Дата обращения: 9 мая 2012.